# Palácio Mikhailovsky

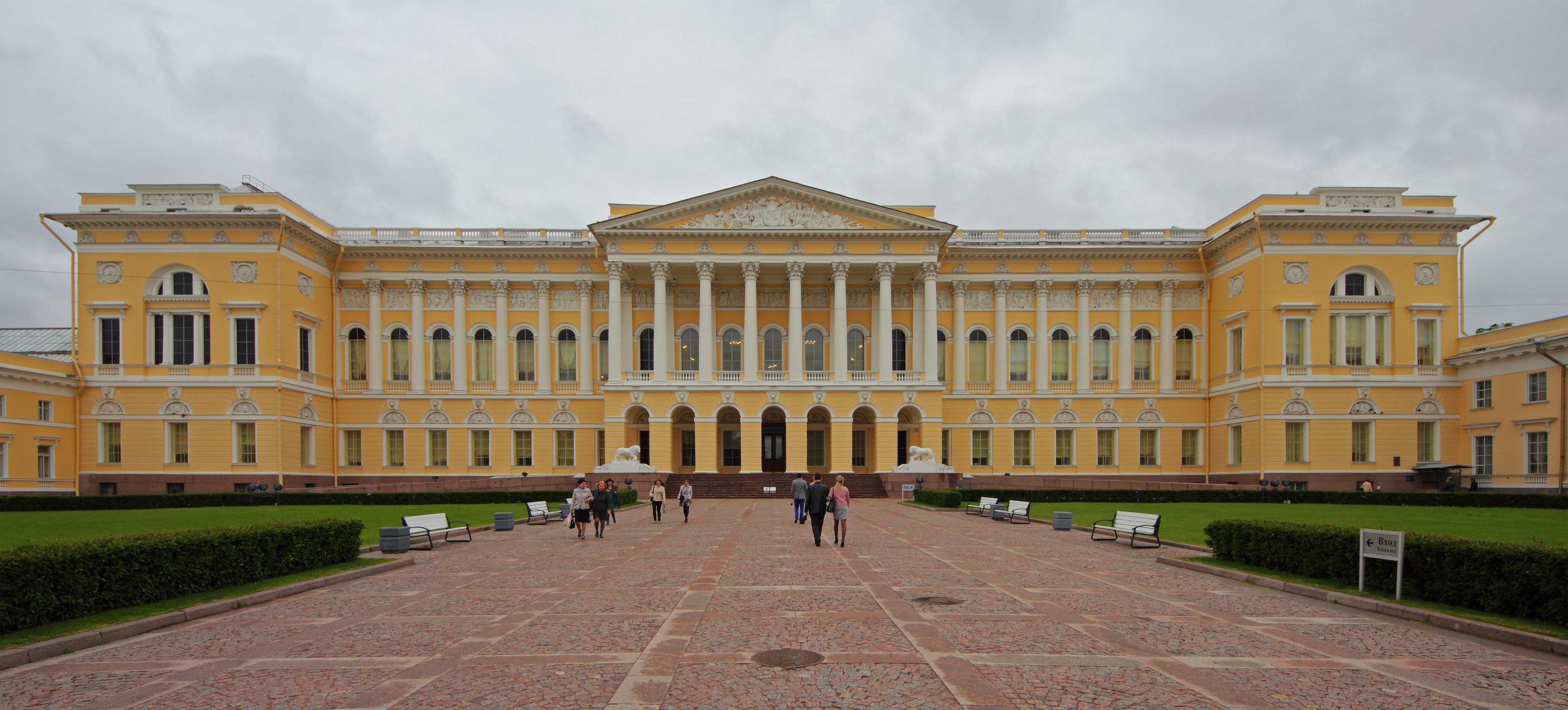
Fachada do Palácio Mikhailovsky, por Carlo Rossi, em São Petersburgo.

O Palácio Mikhailovsky (em russo: Михайловский дворец) é um palácio neoclássico de São Petersburgo, na Rússia, situado na Praça das Artes. Foi desenhado pelo arquitecto Carlo Rossi, entre 1819 e 1825, para o Grão-duque Miguel Pavlovich da Rússia. Alberga o pólo principal do Museu Russo desde 1895.
Algumas das salas ainda mantêm a opulenta decoração interior italiana da antiga residência imperial.

## História
Basicamente, a ideia de construir uma nova residência para o Grão-duque Mikhail Pavlovich partiu do seu pai, o Imperador Paulo I. Em 1798, o imperador ordenou a entrega de várias centenas de milhares de rublos, para a construção do palácio do seu filho mais novo, Mikhail, nascido naquele ano. Paulo I não veria a concretização das suas ideias, uma vez que foi assassinado no Castelo Mikhailovsky em 1801. No entanto, a ordem do imperador foi cumprida. Quando Mikhail contava 21 anos de idade, o Imperador Alexandre I decidiu iniciar a construção do palácio.
O Palácio Mikhailovsky foi construído por Carlo Rossi. O arquitecto italiano começou a trabalhar no projecto do palácio em 1817, quando pretendia organizar uma nova residência para o grão-duque nos terrenos dum outro palácio e da Casa Chernysheva. Depois da tomada de decisão sobre a construção do palácio, o arquiteto começou a criar não só um projecto de reestruturação dos edifícios existentes como também de novos conjuntos arquitectónicos urbanos. Concebeu, então, além do palácio e da praça situada em frente, novas ruas (Rua da Engenharia e Rua Mikhail). No início de Abril de 1819 criou a "Comissão para a construção do Palácio do Grão-duque Miguel Pavlovich". A cerimónia solene do início da construção teve lugar no dia 14 de Julho e as obras começaram no dia 26 do mesmo mês. O jardim do palácio apareceu a partir do Campo de Marte. A construção do edifício foi concluída em 1825, mas por essa altura ainda faltavam algumas obras no jardim. O palácio foi decorado por uma série de importantes artistas da época, tornando-se numa jóia da arquitectura neoclássica.

## Museu Russo
Em 1895, o palácio foi adquirido pela Coroa e transformado em museu, passando por várias reformas supervisionadas por Vasily Svinin, de forma a adaptar os seus espaços às novas funções.
Com o crescimento contínuo da colecção, logo foi necessária a construção de anexos, pelo que, entre 1914 e 1919, Leonty Benois e S. O. Ovsyannikov ergueram a Ala Benois, complementada, mais tarde, com a Ala Rossi. Neste edifício estão expostas as peças principais da colecção, com obras de Andrei Rublev, Alexander Ivanov, Ilya Repin, Pavel Antokolsky, Kazimir Malevich, Wassily Kandinsky, Marc Chagall e diversos outros mestres russos.